# 버지니아 대학교 법학대학원
버지니아 대학교 로스쿨(University of Virginia School of Law, UVA Law 버지니아 대학교 로스쿨[*])는 미국 버지니아 대학교의 법학전문대학원(law school)이다. 미국의 최상위 로스쿨 중 하나이다. 1819년 토머스 제퍼슨에 의해 설립됐으며 미국에서 두번째로 오래된 로스쿨이다. 3년 J.D.(법무박사), 1년 LL.M.(법학석사), J.S.D.(법률과학박사) 학위를 수여한다. 입학생의 40%는 버지니아 주민으로 한정되어 있다.
J.D. 과정은 2012-2013년 입시기간 동안에 330명 정원에 약 6,000명의 지원을 받았다. 2013년 가을에 입학한 J.D. 신입생들의 LSAT 점수 25th/75th 퍼센타일은 164/170, 중간값은 169였고 학부 GPA 25th/75th 퍼센타일은 3.52/3.94, 중간값은 3.87이었다. 신입생들의 2.7%가 외국인이었다.
《U.S. 뉴스 & 월드 리포트》가 매년 매기는 미국 로스쿨 순위에서는 1995년부터 지금까지 늘 10위안에 들었다.

## 출신 인사

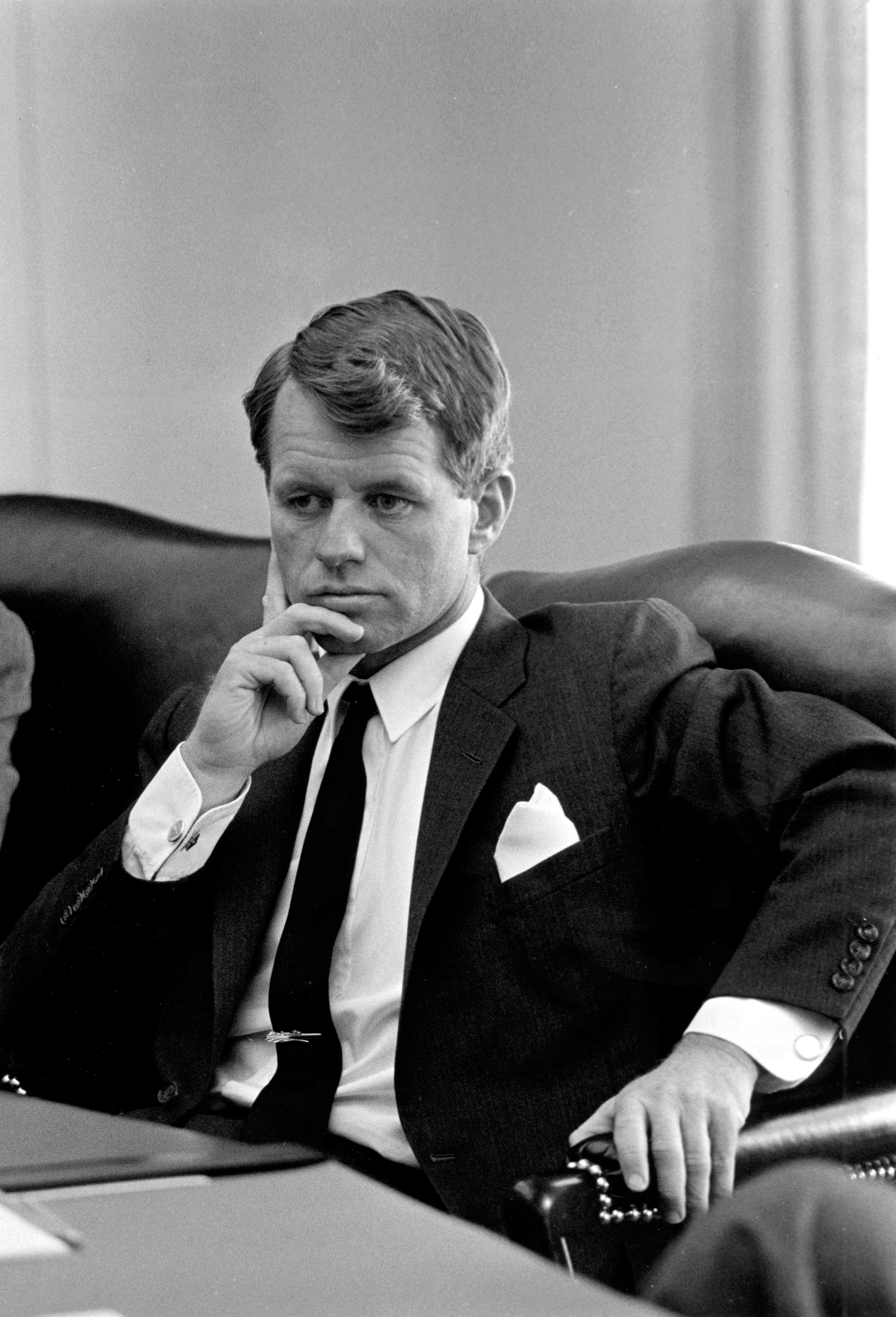
로버트 F. 케네디

- 우드로 윌슨 (중퇴) 미국 대통령 1913-1921
- 앨번 윌리엄 바클리 미국 부통령 1949-1953
- 제임스 맥레이놀즈 미국 연방 대법원 대법관 1914-1941
- 에드워드 M. 케네디 매사추세츠주 연방 상원의원 1962-2009
- 존 C. 스테니스 미시시피주 연방 상원의원 1947-1989
- 로버트 F. 케네디 미국 법무장관 1961-1964
- 토머스 도닐런 미국 백악관 국가안보 보좌관 2010-2013
- 재닛 나폴리타노 미국 국토안보부 장관 2009-2013, 캘리포니아 대학교 총장 2013-
- 루이스 포르투뇨 푸에르토 리코 행정관 2009-2013
- M. 엘리자베스 매길 스탠포드 로스쿨 학장

## 주요 간행물
- 버지니아 로리뷰 (Virginia Law Review)

## 관련 문헌
- 미국 로스쿨 유학안내 , A.P.Seoul, 백산출판사, 2000.
- 미국 로스쿨 혼자서 가기(대화로 푸는 로스쿨 진학 안내서), 문봉섭, 서원, 2003.